# Thulinska villan

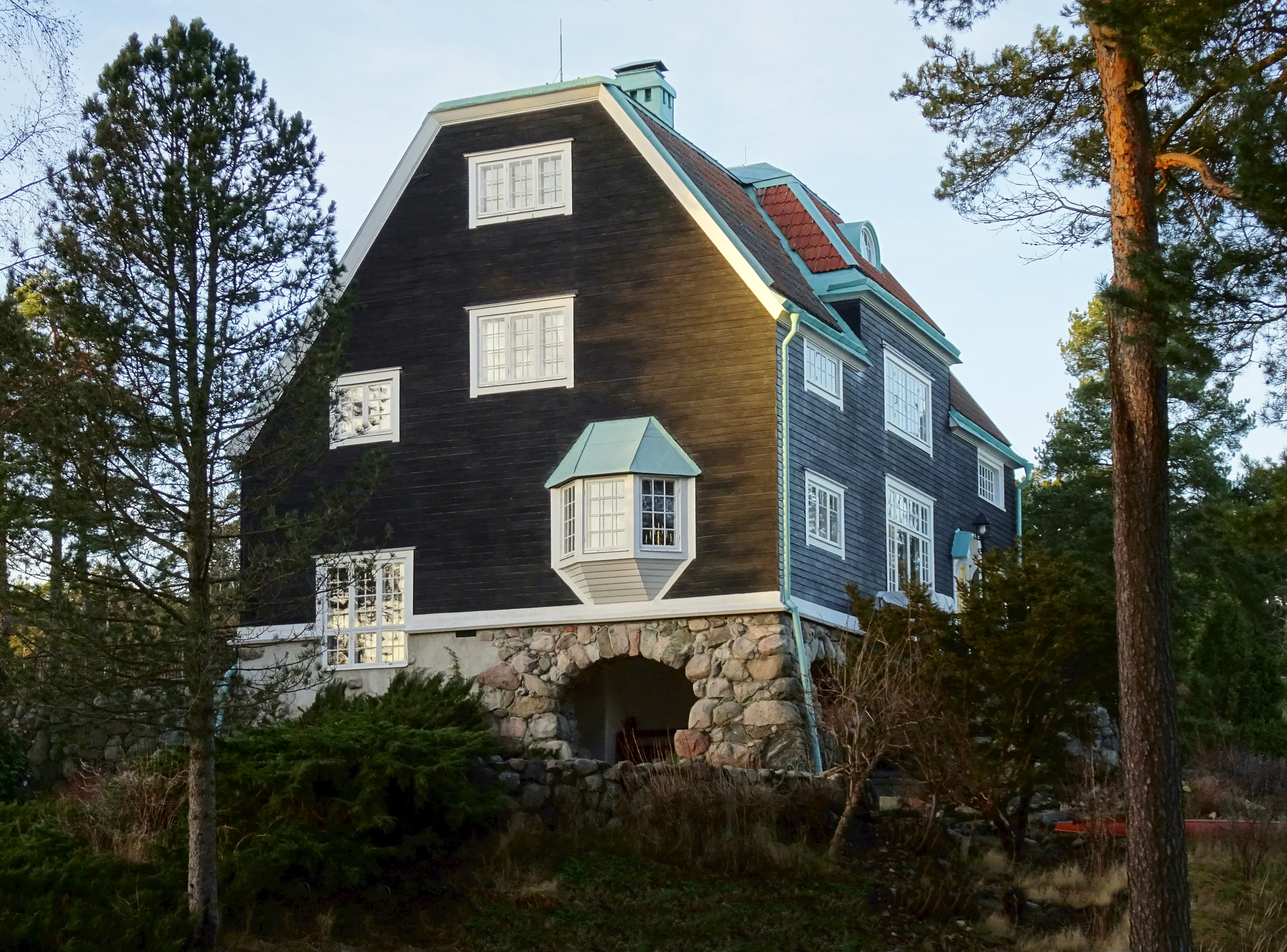
Thulinska villan, december 2015.

Thulinska villan (även kallad Villa Gistra) är en privatvilla vid nuvarande Saltsjöpromenaden 38 i Saltsjöbaden, Nacka kommun. Villan ritades av arkitekt Carl Westman och uppfördes 1903 för skeppsredaren Carl Gustav Thulin med familj. Thulinska villan är ytterst välbevarad och utpekas av kommunen som en av de mest intressanta i området.

## Beskrivning

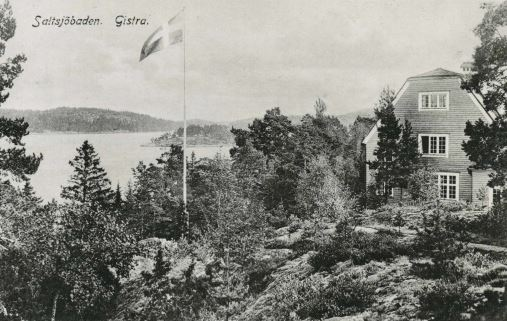
"Gistra" på 1910-talet.

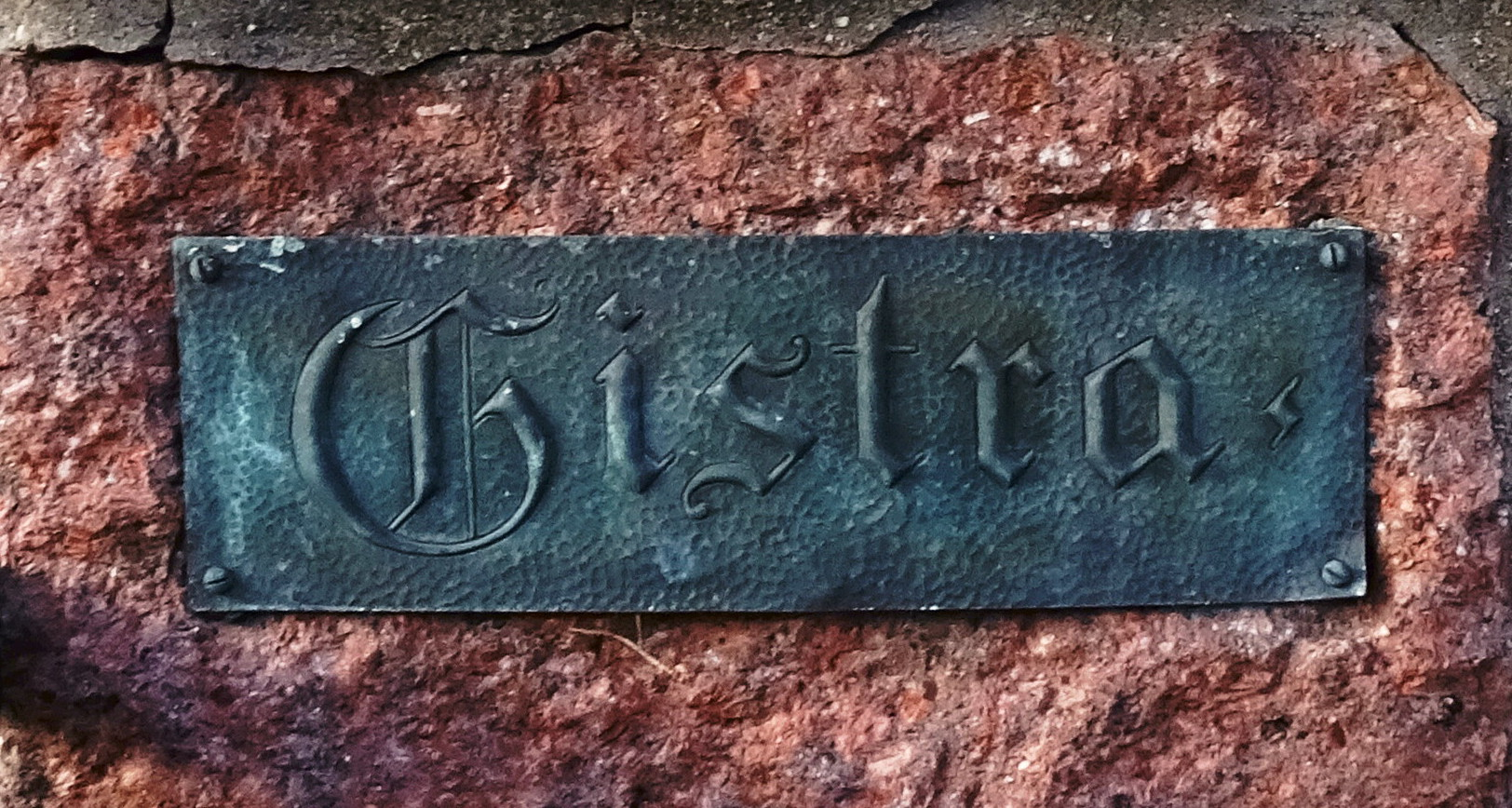
"Gistra" skylt på grindstolpen.

Villan uppfördes i södra delen av Saltsjöbaden i ett område som kallas Garvkroken, dåvarande adress var Strandvägen 1. Gravkroken är mycket kuperat och villan står på en höjd med vidsträckt utsikt över Hotellviken och Baggensfjärden. Villans namn var ursprungligen Gistra, efter Carl Gustav Thulins hustrus flicknamn Helena Gistrén. Som framgår av adresskalendern för år 1926 bodde Helena Thulin kvar i huset efter makens död 1918.
Till arkitekt anlitades Carl Westman som stod bakom ett stort antal villor i det nybildade Saltsjöbaden. För familjen Thulin ritade han en mäktig byggnad med 2½ våningar i tidig nationalromantisk stil med inslag av jugend. Huset har tjärbruna fasader av liggande träpanel med vitmålade snickerier. Thulinska villan karakteriseras av ett väldigt tegeltak och en grund av oregelbundna stenblock. Iögonfallande är även det diamantformade burspråket på gaveln mot gatan och en grottliknande rundbågad källaröppning därunder. Dessa motiv, som återkommer i flera av Westmans villor vid denna tid, är direkt hämtade från amerikanska villatyper. Westman ritade även interiörerna och möblemanget i den påkostade villan. Vid stranden finns ett välbevarat badhus.
Idag är villan q-märkt i stadsplanen vilket innebär att det råder rivningsförbud och ”att byggnaden är särskilt kulturhistoriskt värdefull och inte får förvanskas”. På den stora tomten planerade Nacka kommun i början av 2000-talet ny bostadsbebyggelse, som dock avslogs av länsstyrelsen med motiveringen ”att det föreslagna bostadshuset skulle få en negativ inverkan på Thulinska villans kulturhistoriska värde och att det skulle kunna innebära påtaglig skada på riksintresset kulturmiljö”.

## Historiska interiörbilder

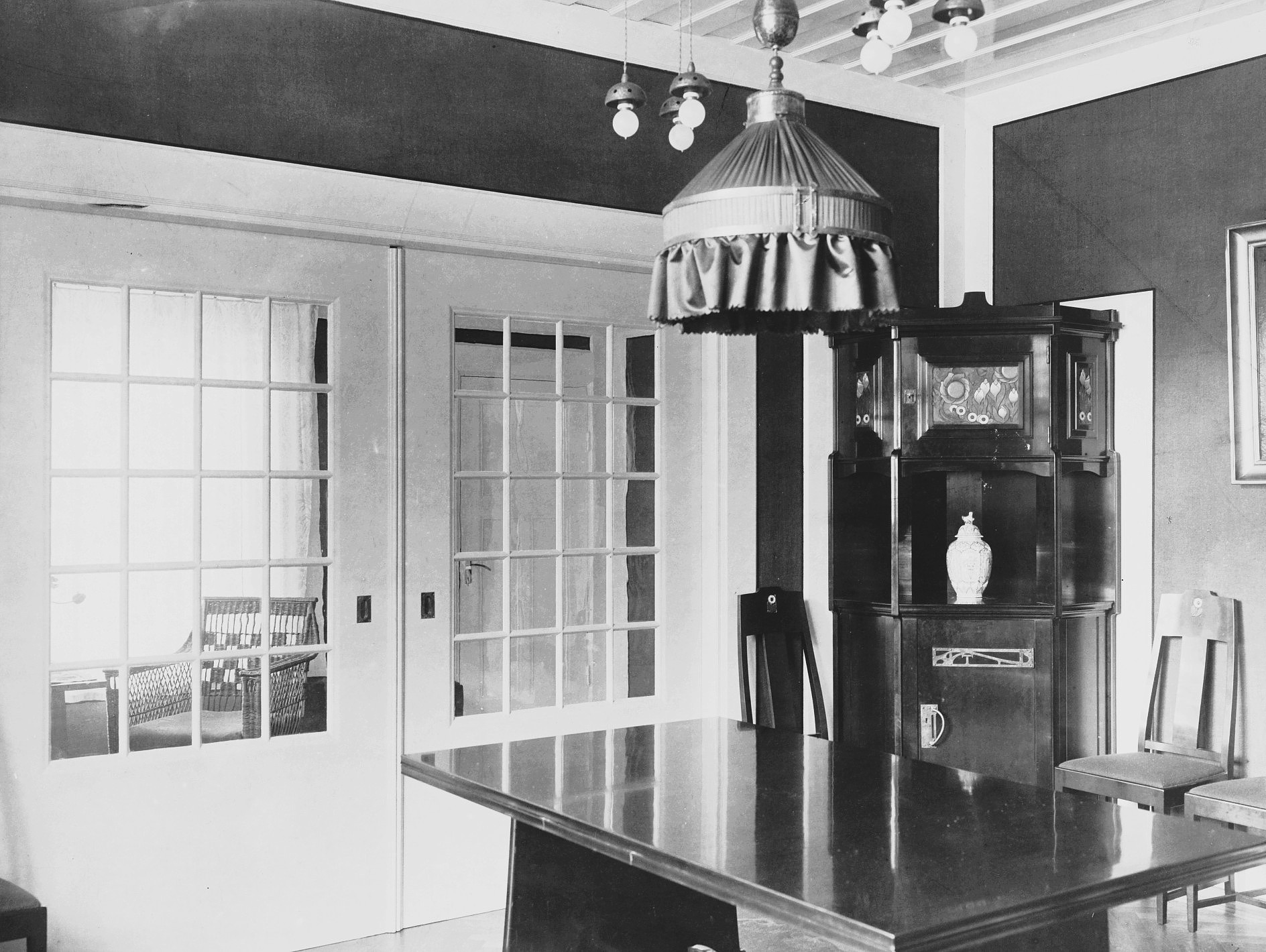
Matsalen
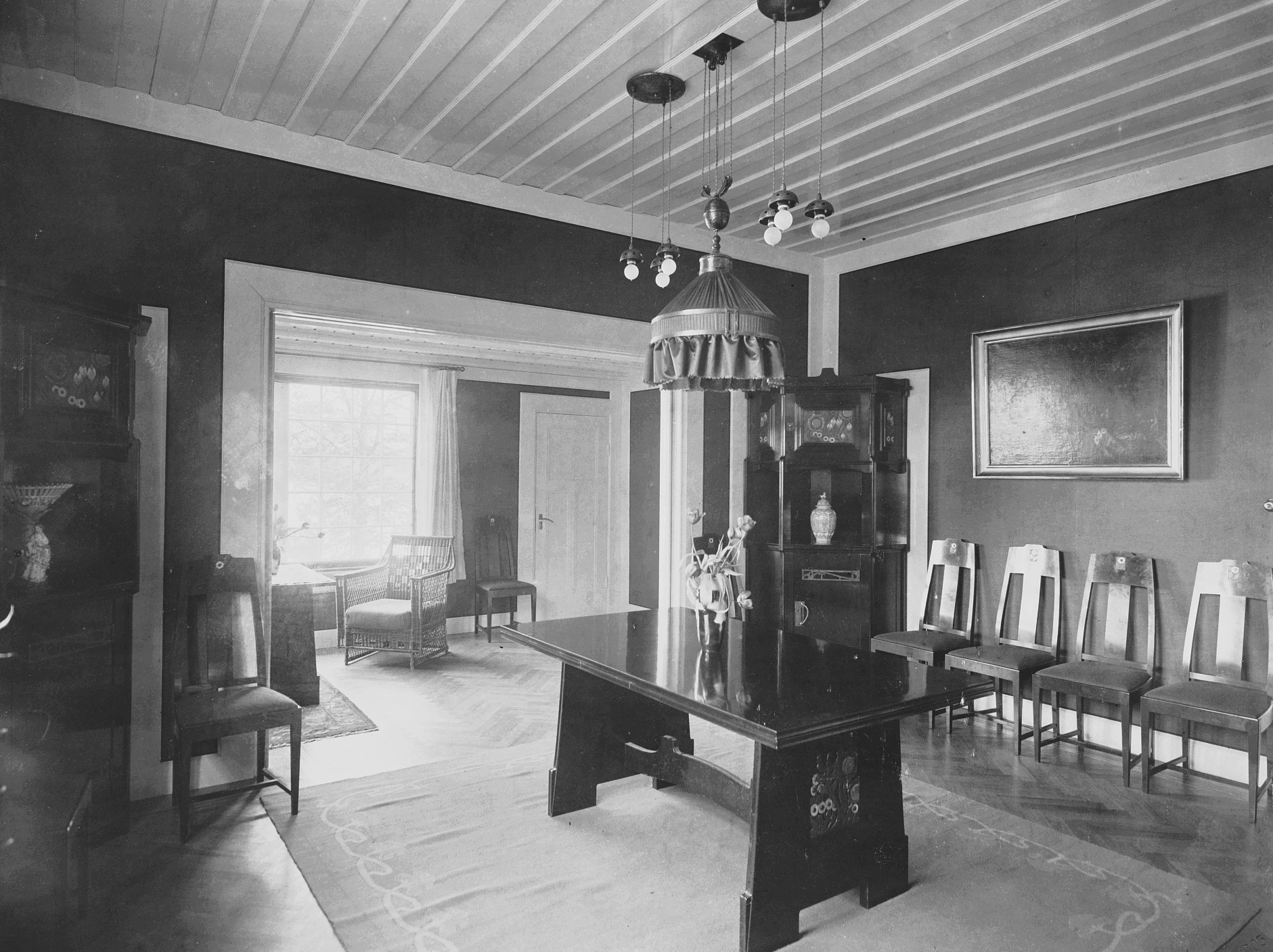
Matsalen
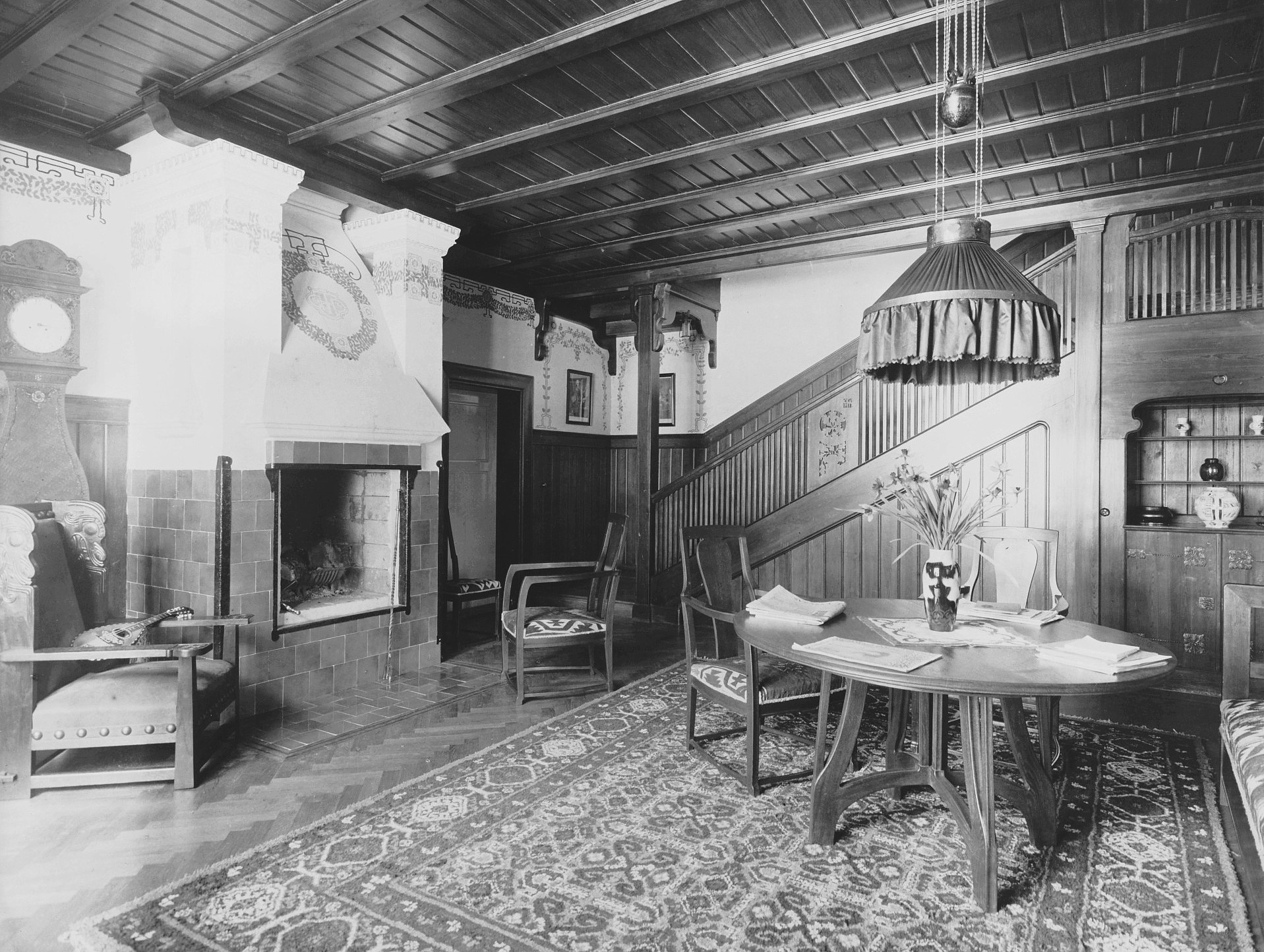
Hallen
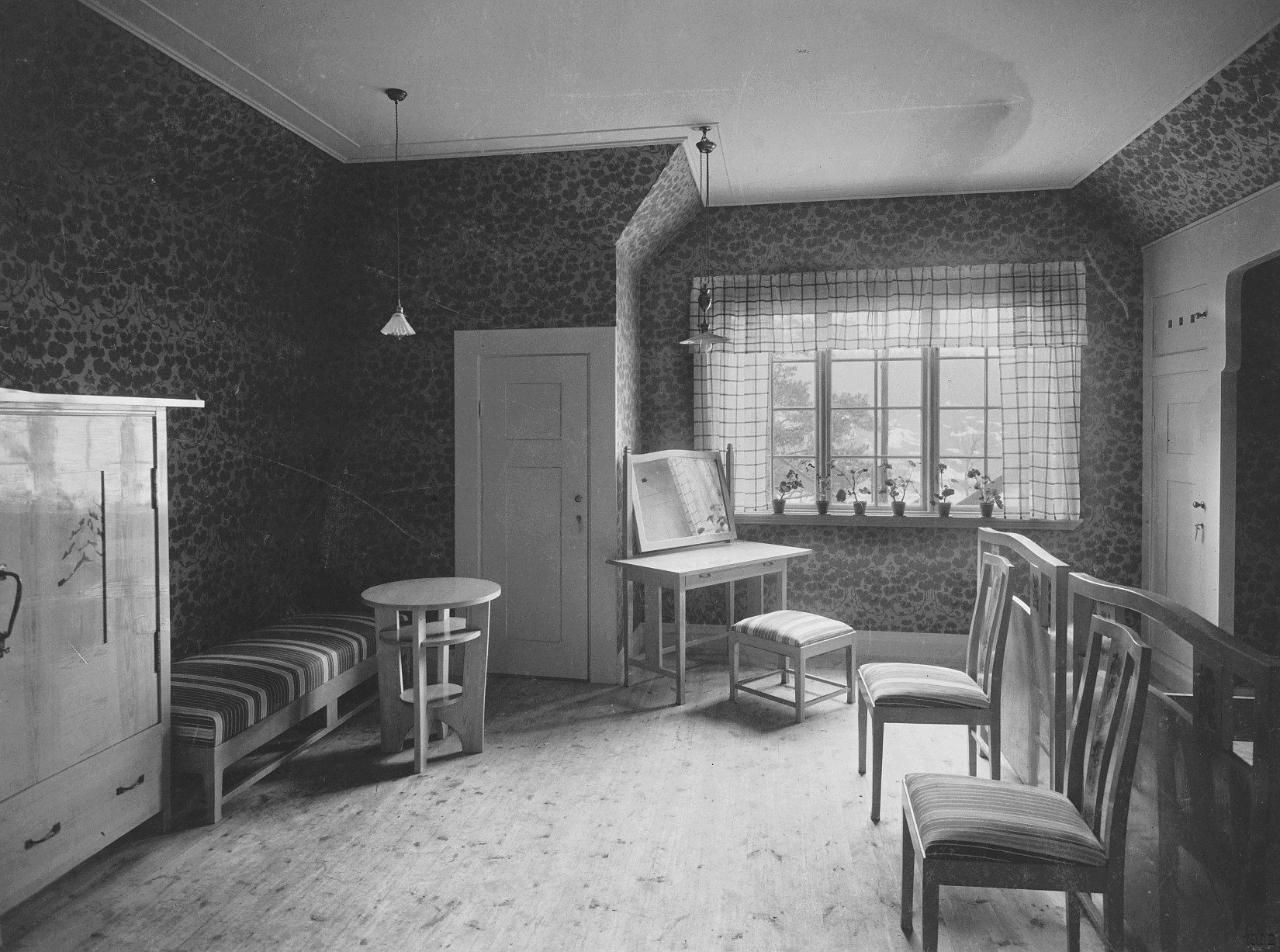
Rum på vindsvåningen

## Nutida bilder

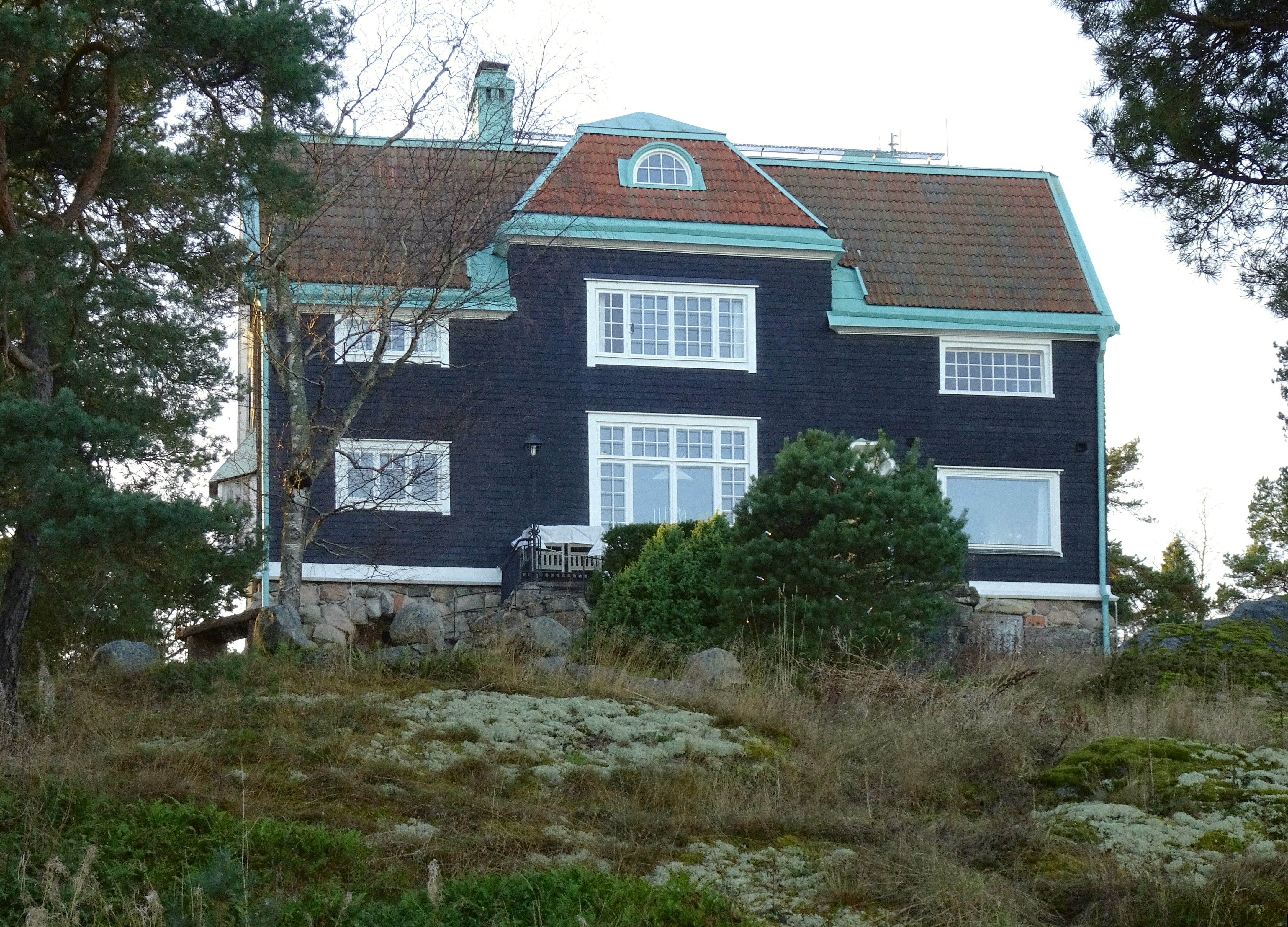
Fasad mot Baggensfjärden
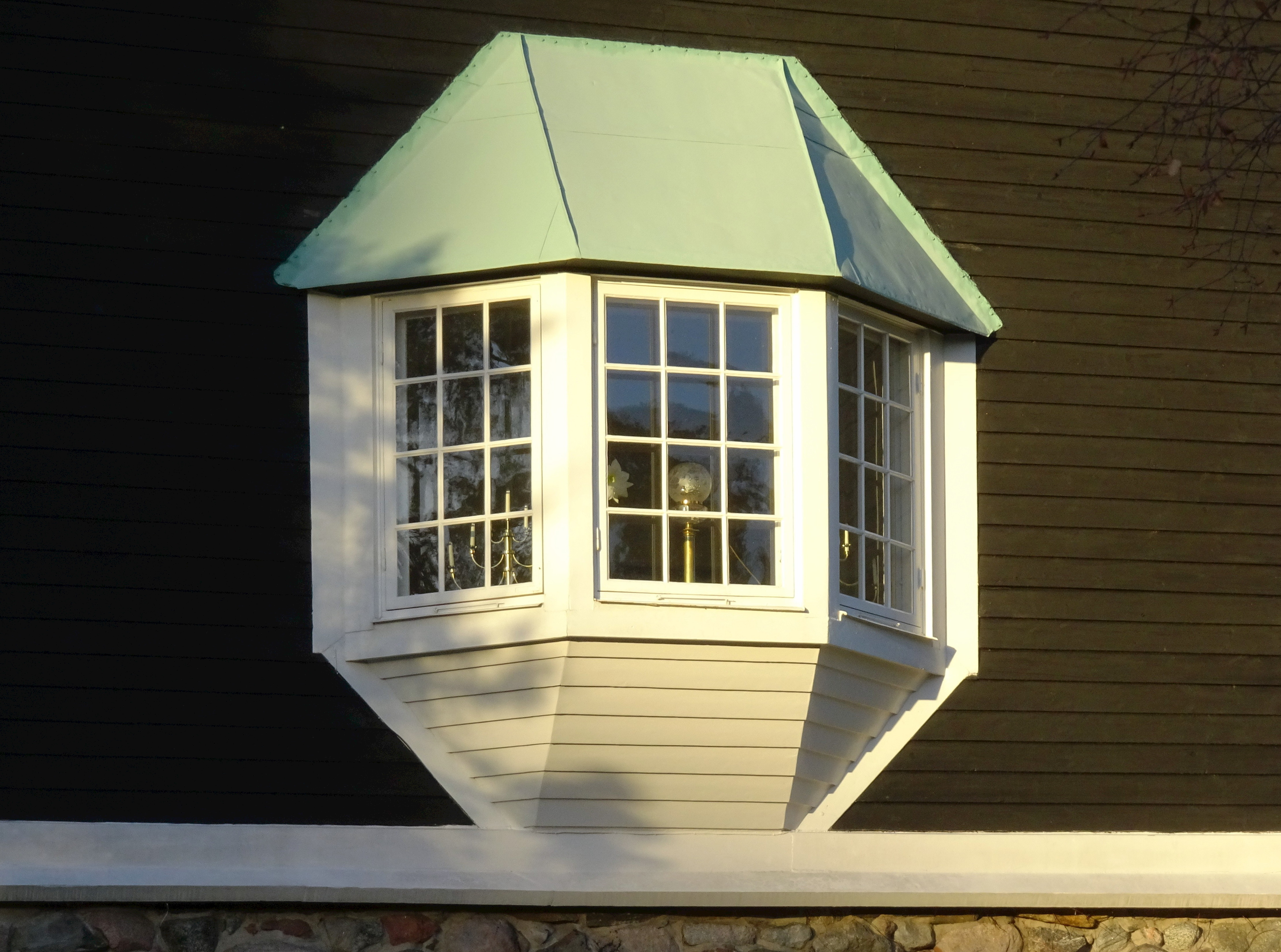
Diamantformade burspråket
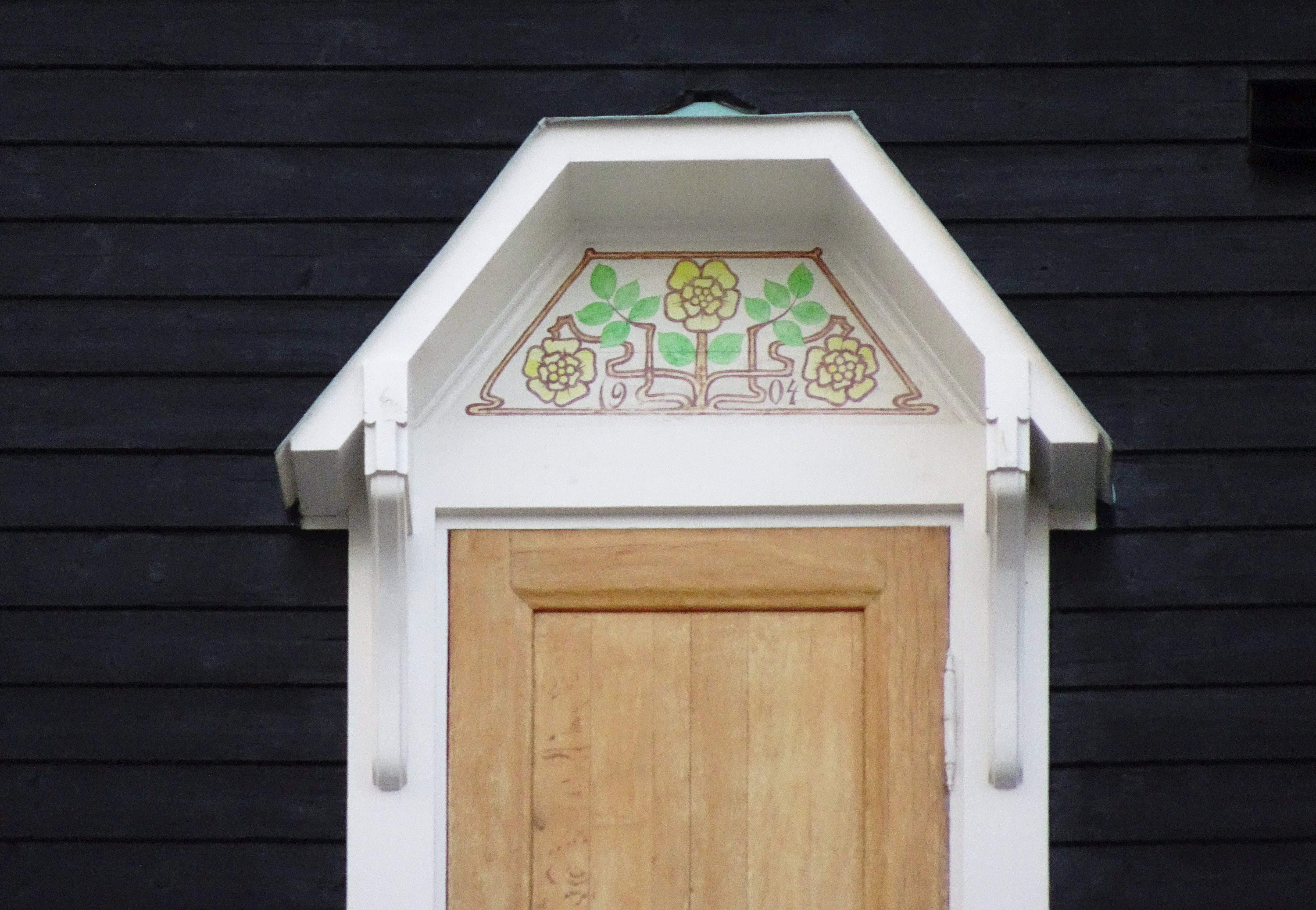
Jugendmotiv över dörren
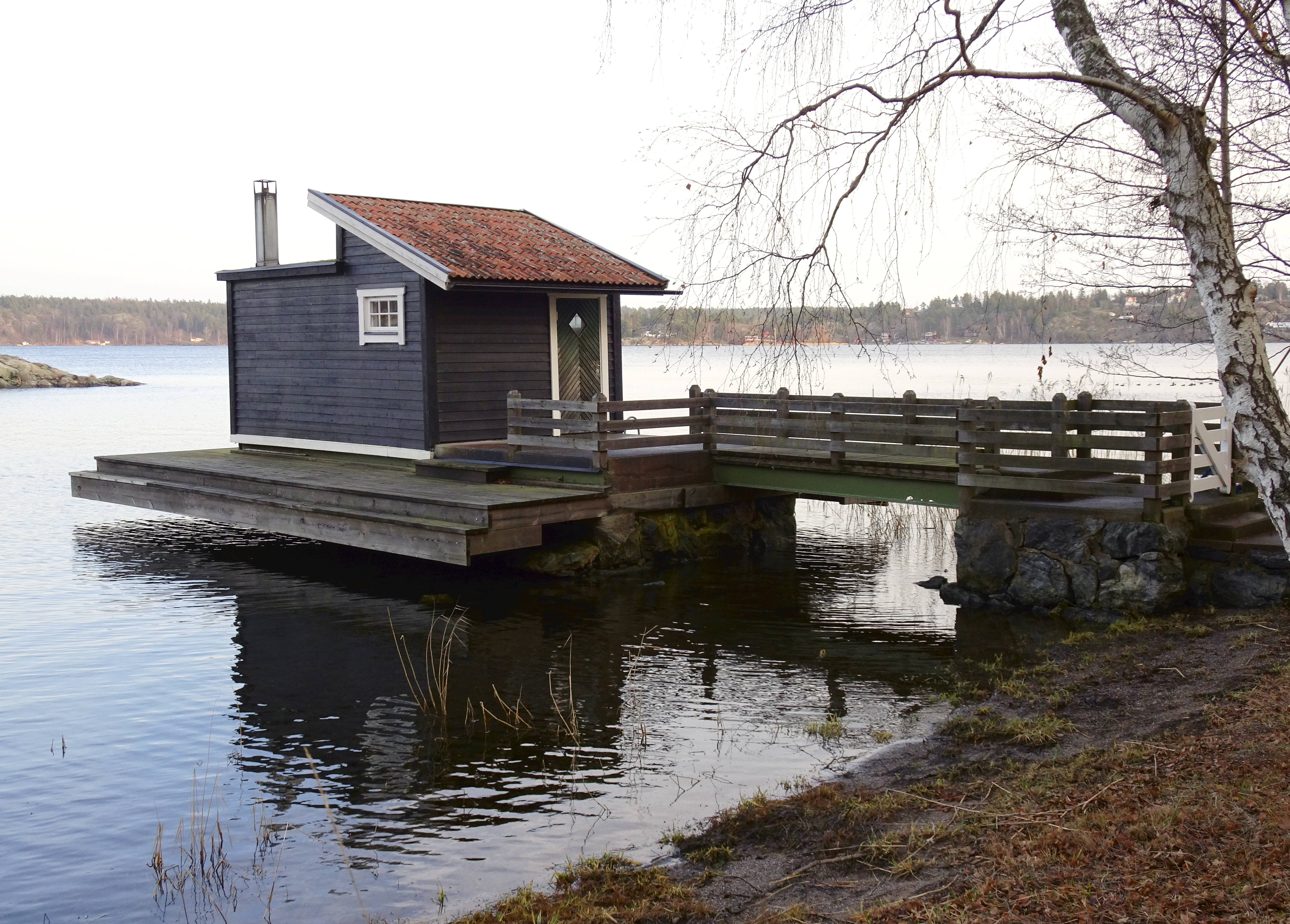
Badhuset vi Baggensfjärden